# Holička
Holička – krótkie, niskie pasemko górskie, stanowiące najbardziej na południowy wschód wysuniętą część Gór Wołowskich w Łańcuchu Rudaw Słowackich. Najwyższy szczyt: Holička (727 m n.p.m.).
Na północy głęboka dolina Idy oddziela ją od pasma Kojszowskiej Hali. Z pasmem tym Holička łączy się na zachodzie przez Sedlo pod Kobyľou horou (pol. Przełęcz pod Kobylą Górą, 536 m n.p.m.). Na południu opada ku Kotlinie Koszyckiej. Prawie całkowicie zalesione. Na stoki wschodnie i południowe wdzierają się działki rekreacyjne należące do mieszkańców pobliskich Koszyc.